# Teatro Odeón (Buenos Aires)

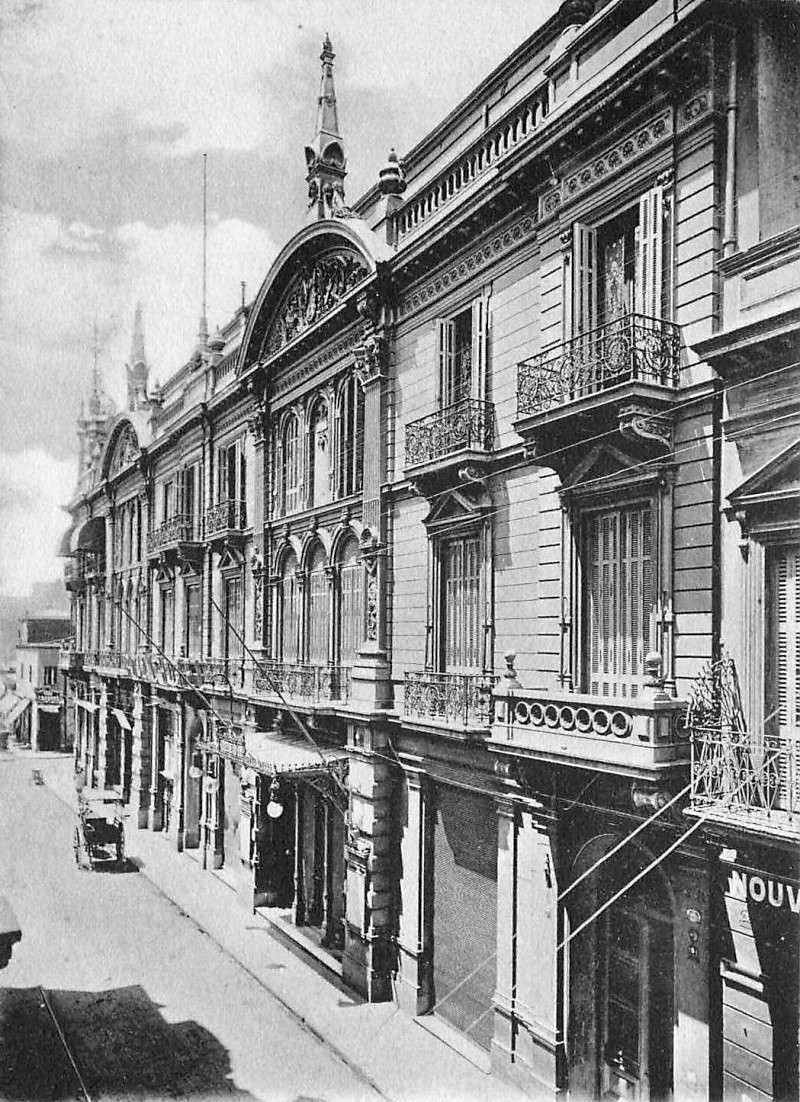
Teatro Odeón, de Buenos Aires

El Teatro Odeón de Buenos Aires fou un antic teatre ubicat al carrer d'Esmeralda, cantonada Corrientes de Buenos Aires. Construït l'any 1891, va ser un dels teatres més importants de la ciutat al segle xx. El 1985 fou declarat edifici protegit "pel seu interès cultural i arquitectònic". Malgrat això, a principis de 1990 durant la gestió de Carlos Grosso al capdavant de la ciutat, es va deixar sense efecte aqueixa protecció i fou enderrocat el 1991. En el seu lloc s'hi va construir un espai per aparcaments de vehicles.
El 1899 s'hi estrenà, en primícia mundial, La filla del mar d'Àngel Guimerà, a càrrec de la companyia de María Guerrero i Díaz de Mendoza.
L'any 1937 (en plena Guerra Civil espanyola), l'actriu Margarida Xirgu, exiliada, hi va representar "Yerma" i ""Doña Rosita la soltera" de Federico García Lorca, així com "Cantata en la tumba de Federico García Lorca " d'Alfonso Reyes; "Como tu me quieres" de Luigi Pirandello; "Intermezzo" de Jean Giraudoux; "Asmodeo" de François Mauriac; "Hamlet" de William Shakespeare i "Angélica" de Leo Ferrero.